# De duur van het leven
De levensduur of De duur van het leven is een sprookje uit Kinder- und Hausmärchen met volgnummer KHM176, opgetekend door de gebroeders Grimm. De oorspronkelijke naam is Die Lebenszeit.

## Het verhaal
Toen God de aarde schiep, liet hij de schepselen hun levensduur bepalen. De Heer wil de ezel dertig jaren geven, maar het dier vertelt dat hij een moeizaam bestaan heeft. Hij moet zware lasten dragen en wordt geslagen en geschopt. God heeft medelijden en haalt achttien jaren van de dertig jaren af. De hond wil ook niet dertig jaren leven, hij kan dan niet meer blaffen en zal zijn tanden verliezen. De hond krijgt twaalf jaren aftrek en daarna komt de aap. Ook de aap wil niet dertig jaren leven, alhoewel hij altijd opgewekt is. Hij heeft geen lepel als het gierstepap regent en hij moet altijd grappig zijn. Als hij een appel krijgt, blijkt deze zuur te zijn. Er zit verdriet achter de vrolijkheid en God haalt tien jaren van de dertig af.
Dan komt de mens en deze soort neemt geen genoegen met dertig jaren. Als het huis is gebouwd en de bomen zijn geplant en vrucht gaan dragen, is het voorbij. De Heer geeft de achttien jaren aan de ezel, maar nog is de mens niet tevreden. Ook de twaalf jaren van de hond en de tien jaren van de aap worden aan de mens gegeven. De mens wordt zeventig jaar, waarvan de eerste dertig menselijk zijn. Gezond en vol plezier geniet hij van zijn leven. Daarna moet hij achttien jaren met een zware last sjouwen en krijgt klappen en schoppen. Na deze jaren ligt hij tien jaren te grommen in een hoek en heeft geen tanden meer om te bijten. De tien jaren van de aap komen als laatste, de mens is dom en dwaas en de kinderen lachen hem uit.

## Achtergronden bij het sprookje
- Het sprookje werd verteld door een boer uit Zwehrn in Nederhessen.
- Het thema komt al voor in een Griekse sage van Babrios, hier zijn de dieren een paard, een stier en een hond. Ze krijgen voedsel van de mens en geven hem daarom levensjaren.
- De gebroeders Grimm verwezen ook naar een Hebreeuwse versie.